# Ильинское (село, Буйский район)
Ильинское — опустевшее село в Буйском районе Костромской области. Входит в состав Центрального сельского поселения.

## География
Находится в северо-западной части Костромской области на расстоянии приблизительно 17 км на северо-запад по прямой от города Буй, административного центра района.

## История
Известно, что в 1653 году в селе уже было две деревянных церкви. В XIX веке в селе оставалась деревянная Вознесенская церковь и каменная Ильинская (1806 года постройки). В 1872 году здесь было отмечено 6 дворов, в 1907 году—также 6.

## Население
Постоянное население составляло 29 человек (1872 год), 38 (1897), 39 (1907), 0 как в 2002 году, так и в 2022.